# Anauxesis vicina
Anauxesis vicina är en skalbaggsart som beskrevs av Stefan von Breuning 1938. Anauxesis vicina ingår i släktet Anauxesis och familjen långhorningar.
Artens utbredningsområde är Malawi. Inga underarter finns listade i Catalogue of Life.